# Azúcar añadido

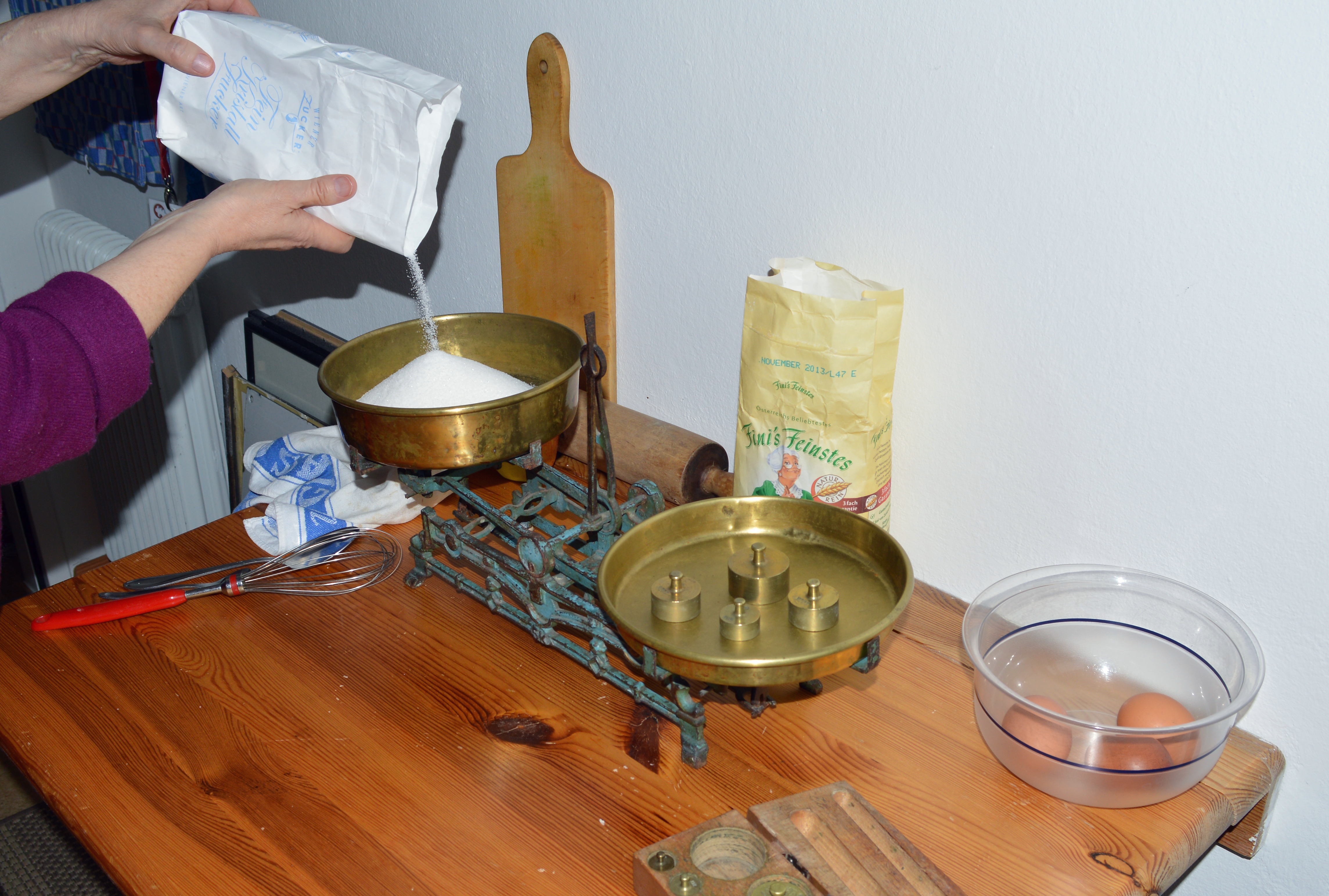
Azúcar blanco siendo pesado en la báscula para un pastel.

Los azúcares añadidos o azúcares libres son carbohidratos azucarados (edulcorantes calóricos) que se añaden a los alimentos y bebidas en algún momento antes de su consumo. Entre ellos se incluyen los carbohidratos añadidos (monosacáridos y disacáridos) y, de forma más general, los azúcares presentes de forma natural en la miel, el jarabe, los zumos de fruta y los concentrados de zumo de fruta. Los azúcares añadidos pueden adoptar múltiples formas químicas, como la sacarosa (azúcar de mesa), la glucosa (dextrosa) y la fructosa.
El consenso médico sostiene que los azúcares añadidos aportan poco valor nutricional a los alimentos, lo que ha dado lugar a una descripción coloquial como «calorías vacías». El consumo excesivo de azúcar está correlacionado con una ingesta calórica excesiva y un mayor riesgo de aumento de peso y de otras enfermedades. Según estudios, las personas que consumen entre el 17 % y el 21 % de sus calorías diarias procedentes de azúcares añadidos tienen un riesgo un 38 % mayor de morir por enfermedad cardiovascular en comparación con las que consumen el 8 % de sus calorías diarias procedentes de azúcares añadidos.

## Uso

### En Australia
En Australia, los azúcares añadidos pueden incluir la sacarosa o el jarabe de maíz con alto contenido en fructosa, ambos compuestos principalmente por aproximadamente la mitad de glucosa y la mitad de fructosa. Otros tipos de azúcares añadidos son los azúcares de remolacha y de caña, el jarabe de malta, el jarabe de arce, el azúcar de mesa, el edulcorante de fructosa, la fructosa líquida, el concentrado de zumo de frutas, la miel y la melaza. Los tipos más comunes de alimentos que contienen azúcares añadidos son las bebidas azucaradas, incluida la mayoría de las gaseosas, y también los postres y aperitivos dulces, que representan el 20% del consumo diario de calorías, el doble del límite máximo recomendado por la Organización Mundial de la Salud (OMS). Según un estudio de 2012 sobre el uso de edulcorantes calóricos y no calóricos en unos 85.000 productos alimenticios y bebidas, el 74 % de los productos contenían azúcar añadido.

### Bebidas azucaradas
Las bebidas azucaradas contienen un jarabe mezcla de los monosacáridos glucosa y fructosa formado por sacarificación hidrolítica del disacárido sacarosa. La biodisponibilidad de los hidratos de carbono líquidos es mayor que la de los azúcares sólidos, según el tipo de azúcar y la velocidad estimada de digestión. Existen pruebas de una relación positiva y causal entre la ingesta excesiva de zumos de frutas y el aumento del riesgo de padecer algunas enfermedades metabólicas crónicas.

## Directrices

### Organización Mundial de la Salud (OMS)
En 2003, la OMS definió los azúcares libres principalmente definiendo el término «hidrato de carbono» o «carbohidrato» en elementos que se relacionan más directamente con el impacto sobre la salud que con una definición química, y a raíz de metaestudios relativos a las enfermedades crónicas, la obesidad y la caries dental relacionadas con el consumo excesivo de grandes cantidades de azúcar añadido en alimentos procesados. Junto con la Organización de las Naciones Unidas para la Agricultura y la Alimentación (FAO), la OMS publicó una pirámide alimentaria revisada que divide la dieta en grupos más orientados a la salud, recomendando que un máximo del 10% de la dieta de un individuo proceda de azúcares libres. Las empresas azucareras cuestionaron el informe de la OMS por sugerir que el consumo de azúcares libres dentro de la pirámide alimentaria solo debería ascender a un máximo diario del 10 %, y que no debería haber una ingesta mínima de azúcar.
En 2015, la OMS publicó una nueva directriz sobre la ingesta de azúcar para adultos y niños como resultado de una amplia revisión de las pruebas científicas disponibles realizada por un grupo multidisciplinar de expertos. La directriz recomienda que tanto adultos como niños reduzcan la ingesta de azúcares libres a menos del 10 % de la ingesta energética total.
En 2016, el azúcar añadido se añadió a la versión revisada de la etiqueta de información nutricional y se le asignó un valor diario de 50 gramos o 200 calorías al día para una dieta de 2000 calorías.

### Autoridad Europea de Seguridad Alimentaria
En febrero de 2022, los científicos de la Autoridad Europea de Seguridad Alimentaria (EFSA) concluyeron que el consumo de azúcar es una causa conocida de caries dental, y que las pruebas también vinculan el consumo de bebidas azucaradas, zumos y néctares con diversas enfermedades metabólicas crónicas, como la obesidad, la enfermedad del hígado graso no alcohólico y la diabetes de tipo 2. La EFSA declaró: «Hemos concluido con que existen incertidumbres sobre el riesgo de enfermedades crónicas para las personas cuyo consumo de azúcares añadidos y libres es inferior al 10% de su ingesta total de energía".

### Asociación Estadounidense del Corazón
En 2018, la ingesta diaria de azúcar recomendada por la American Heart Association para los hombres es de 9 cucharaditas o 36 gramos (1,3 oz) al día, y para las mujeres, 6 cucharaditas o 25 gramos (0,88 oz) al día. El consumo excesivo de azúcares en alimentos y bebidas puede aumentar el riesgo de varias enfermedades.